# Charops brevipennis
Charops brevipennis là một loài tò vò trong họ Ichneumonidae.